# Egoist:エゴイスト
「egoist:エゴイスト【自己中心主義者】」（エゴイスト じこちゅうしんしゅぎしゃ）は、松山千春が2002年5月18日にリリースした51枚目のシングル。

## 収録曲
| 全作詞・作曲: 松山千春、全編曲: 夏目一朗。 |                                                       |          |            |      |
| #                                          | タイトル                                              | 作詞     | 作曲・編曲 | 時間 |
| 1.                                         | 「egoist:エゴイスト【自己中心主義者】」               | 松山千春 | 松山千春   | 5:20 |
| 2.                                         | 「受難の時代」                                        | 松山千春 | 松山千春   | 3:40 |
| 3.                                         | 「egoist:エゴイスト【自己中心主義者】」(Instrumental) | 松山千春 | 松山千春   | 5:19 |
| 合計時間:                                  | 合計時間:                                             | 14:19    |            |      |